# Поваженко, Иван Емельянович
Поваженко Иван Емельянович (4 августа 1901 в с. Боярка, ныне — Лисянского района Черкасской области — 1991, Киев) — украинский ветеринар.

## Образование
В 1925 году окончил Киевский ветеринарно-зоотехнический институт.
В 1930 году — Киевский медицинский институт.
В 1939 году получил ученую степень доктора ветеринарных наук, стал профессором, заведующим кафедры хирургии Украинской сельскохозяйственной академии (ныне Национальный университет биоресурсов и природопользования Украины).

## Биография
Во время Великой Отечественной войны — военврач 2-го ранга, подполковник ветеринарной службы, главный хирург ветеринарного отделения 1-го Белорусского фронта, член совета при начальнике ветеринарной службы Вооруженных Сил СССР.
В годы войны И.  А.  Поваженко не прекращал научной работы. За этот период опубликовано 10 научных работ.

## Награды
31 мая 1943 г. за выдающиеся заслуги ему, первому из отечественных ученых присвоено почетное звание «Заслуженный деятель науки УССР», решением Президиума Верховного Совета УССР за номером 001.
И.  А.  Поваженко награжден орденами Ленина, Красной Звезды, Трудового Красного Знамени, Отечественной войны I-й и II-й степеней, многими медалями.
С 1937 г. к 1977 г. он возглавлял кафедру хирургии ветеринарного факультета Украинской сельскохозяйственной академии.
Впоследствии работал там в должности профессора кафедры, консультанта.
Умер И.  А.  Поваженко в г. Киеве в 1991 г.
С 1993 года кафедра хирургии факультета ветеринарной медицины Национального университета биоресурсов и природопользования Украины Архивная копия от 28 июля 2018 на Wayback Machine носит его имя.
Его имя присвоено общеобразовательной школе на его родине в с. Боярка Лысянского района Черкасской области.